# 深呼吸 (SUPER BEAVERの曲)
「深呼吸」（しんこきゅう）は、日本のバンド・SUPER BEAVERのメジャー1枚目のシングル。2009年6月3日にEpic Recordsから発売された。

## 概要
メジャーデビューシングル。
表題曲の「深呼吸」はテレビアニメ「NARUTO-ナルト-疾風伝」エンディングテーマ、カップリング曲の「道標」はテレビアニメ「NARUTO -ナルト- 少年篇」オープニングテーマに抜擢された。同時期にアニメ『NARUTO-ナルト-』に同じアーティストの楽曲がタイアップされたのは史上初。

## 収録曲
1. 深呼吸 [4:44]
作詞・作曲：柳沢亮太 / 編曲：SUPER BEAVER
  - テレビアニメ「NARUTO-ナルト-疾風伝」エンディングテーマ
2. 満員電車 [4:08]    
作詞・作曲：柳沢亮太 / 編曲：SUPER BEAVER
3. 境界線 [3:18]
作詞：柳沢亮太 / 作曲・編曲：SUPER BEAVER
4. 道標 [4:14]
作詞・作曲：柳沢亮太 / 編曲：SUPER BEAVER
  - テレビアニメ「NARUTO -ナルト- 少年篇」オープニングテーマ